# Jaworzyna (1045 m)
Jaworzyna (słow. Pientkuľa, 1045 m) – szczyt w Grupie Pilska w Beskidzie Żywiecko-Orawskim (Beskidy Orawskie na Słowacji), znajdujący się pomiędzy przełęczą Glinka (845 m) a Krawców Wierchem (1071 m). Znajduje się w grzbiecie, którym biegnie granica polsko-słowacka oraz Wielki Europejski Dział Wodny. Południowe stoki opadają do potoku Glinka w zlewni Soły, zachodnie do potoku Zaręba, wschodnie do potoku Cisanówka (słow. Tisaňovka), należącego do dorzecza Białej Orawy. Jaworzyna jest całkowicie porośnięta lasem, dawniej jednak na jej południowo-zachodnich stokach opadających do doliny potoku Glinka istniały duże, obecnie zarastające lasem polany: Pokrzywniaczka, Piętkula, Dolna Wyrobniówka, Górna Wyrobniówka, Morówka, Zielona nad Piekówką. Przez szczyt Jaworzyny prowadzi słowacki szlak turystyczny.
Polskie stoki Jaworzyny znajdują się w granicach wsi Glinka w województwie śląskim, w powiecie żywieckim, w gminie Ujsoły.

## Szlak turystyczny
słowacki szlak graniczny.